# Ardisia dawnaea
Ardisia dawnaea är en viveväxtart som beskrevs av C. E. Parkinson. Ardisia dawnaea ingår i släktet Ardisia och familjen viveväxter. Inga underarter finns listade i Catalogue of Life.